# آدیتی گویتریکار
آدیتی گویتریکار (به انگلیسی: Aditi Govitrikar) (زاده ۲۱ می ۱۹۷۶) بازیگر، مدل هندی است.
از برنامه‌های تلویزیونی و فیلم‌هایی که وی در آن نقش داشته است می‌توان به ناسازگار، ضربه چپ و راست، شاهین، مه و تفکر اشاره کرد.